# Emil André Ulsletten
Emil André Ulsletten (Lillehammer, 16 mei 1993) is een Noors snowboarder. Hij nam eenmaal deel aan de Olympische Winterspelen, maar behaalde geen medaille.

## Carrière
Ulsletten maakte zijn wereldbekerdebuut in oktober 2011 tijdens de big air in Londen. Hij behaalde nog geen podiumplaats in een wereldbekerwedstrijd. In 2014 nam Scherrer een eerste keer deel aan de Olympische Spelen. Op de slopestyle eindigde hij 21e.

## Resultaten

### Olympische Winterspelen
| Jaar | Plaats | Resultaten     |
| ---- | ------ | -------------- |
| 2014 | Sotsji | 21e Slopestyle |

### Wereldbeker
Eindklasseringen
| Seizoen   | Algm | PAR  | BA  | SBS |
| --------- | ---- | ---- | --- | --- |
| 2011/2012 | 94e  | -    | 40e | -   |
| 2012/2013 | 63e  | 204e | 15e | 33e |